# Walter Brueggemann
Walter Brueggemann (* 11. März 1933 in Tilden, Nebraska; † 5. Juni 2025 in Traverse City, Michigan) war ein US-amerikanischer Theologe, dessen wissenschaftlicher, lehrmäßiger und publizistischer Schwerpunkt auf dem Alten Testament liegt.

## Werdegang
Brueggemanns Vater war ein deutschstämmiger evangelischer Geistlicher in Tilden. Er gab ihm die Liebe und Bindung zur Bibel weiter, so dass er auch Theologie studieren wollte. Brueggemann schloss 1955 am Elmhurst College in Elmhurst in Illinois mit einem Artium Baccalaureus im Hauptfach Soziologie und 1958 einen Bachelor of Divinity am Eden Theological Seminary in Webster Groves in Missouri ab. Er wurde Pfarrer der United Church of Christ. Bei James Muilenberg wurde er 1961 in alttestamentlicher Theologie am Union Theological Seminary in the City of New York promoviert und 1974 in Erziehungswissenschaften an der Saint Louis University.
Von 1961 bis 1986 war Brueggemann Professor für Altes Testament am Eden Theological Seminary. Danach erhielt er die William Marcellus McPheeters-Professur für Altes Testament am Columbia Theological Seminary in Decatur in Georgia, wo er 2003 emeritiert wurde.
Brueggemann war mit Tia verheiratet; sie lebten in Traverse City in Michigan. Brueggemann starb am 5. Juni 2025 in Traverse City, Michigan, im Alter von 92 Jahren.

## Lehre und Werk
Brueggemann war stark von den Einsichten des französischen reformierten Theologen Paul Ricoeur geprägt. In der Bibelexegese verfocht und vertrat er die der Rhetorische Exegese (rhetorical criticism). Er betonte zudem den polyphonen Charakter des Alten Testaments, dem polyvalente Interpretationen besser gerecht würden. Unterschiedlichkeiten, Zwiespältigkeiten und Widersprüchlichkeiten in den Texten sollten bestehen bleiben, weil auch der Gott Israels komplex und rätselhaft sei.
Brueggemann publizierte mehr als 100 Bücher, verfasste viele Zeitschriftenaufsätze und bearbeitete verschiedene Kommentare zu den biblischen Büchern. In den 1990er Jahren beteiligte er sich an Bill Moyers Fernsehserie zum Buch Genesis des Fernsehsenders PBS.

## Schriften (Auswahl)
- The Prophetic Imagination. Augsburg Fortress Publishers, 1978, ISBN 0-8006-1337-6.
- Genesis: Interpretation: A Bible Commentary for Teaching and Preaching. John Knox Press, Atlanta 1982, ISBN 0-8042-3101-X.
- The Message of the Psalms. Augsburg Fortress Publishers, 1984; New Cambridge Bible Commentary, 2014
- To Pluck Up, to Tear Down: A Commentary on the Book of Jeremiah 1–25: International Theological Commentary on the Old Testament. Eerdmans Publishing Company, 1988, ISBN 0-8028-0367-9.
- Finally Comes the Poet: Daring Speech for Proclamation. Augsburg Fortress Publishers, 1989, ISBN 0-8006-2394-0.
- First and Second Samuel: Interpretation: A Bible Commentary for Teaching and Preaching. John Knox Press, Atlanta 1990, ISBN 0-8042-3108-7.
- To Build, to Plant: A Commentary on Jeremiah 26–52: International Theological Commentary on the Old Testament. Continuum International Publishing Group, 1991, ISBN 1-871828-13-9.
- The Book of Exodus. In The New Interpreter’s Bible. Band 1. Abingdon Press, Nashville 1994, ISBN 0-687-27814-7.
- A Commentary on Jeremiah: Exile and Homecoming. B. Eerdmans Publishing Company, Grand Rapids, Mich 1998, ISBN 0-8028-0280-X.
- Isaiah 1–39. Westminster John Knox Press, Louisville, Kentucky 1998, ISBN 0-664-25524-8.
- Isaiah 40-66. Westminster John Knox Press, Louisville, Kentucky 1998, ISBN 0-664-25791-7.
- 1 & 2 Kings: Smyth & Helwys Bible Commentary. Smyth & Helwys Publishing, 2000, ISBN 1-57312-065-0.
- Deuteronomy: Abingdon Old Testament Commentaries. Abingdon Press, 2001, ISBN 0-687-08471-7.
- Reverberations of Faith: A Theological Handbook of Old Testament Themes. Westminster John Knox Press, 2002, ISBN 0-664-22231-5.
- An Introduction to the Old Testament: The Canon and Christian Imagination. Westminster John Knox Press, 2003, ISBN 0-664-22412-1.
- The Book That Breathes New Life: Scriptural Authority and Biblical Theology. 2005, ISBN 0-8006-3667-8.
- Theology of the Old Testament. Fortress Press, 2005, ISBN 0-8006-3765-8.
- The Theology of the Book of Jeremiah. Cambridge University Press, Cambridge 2006, ISBN 0-521-60629-2.

Die Veröffentlichungen von Walter Brueggemann sind weitgehend nicht ins Deutsche übersetzt worden. Eine Ausnahme bildet diese Aufsatzsammlung:
- Polyphonie und Einbildungskraft: Aufsätze zur Theologie des Alten Testaments. Lang, 2004, ISBN 3-631-52638-5.